# Heroes for the planet

Les Heroes for the planet (Héros pour la Planète) est un titre qui est décerné depuis 1998 chaque année par la rédaction de l’hebdomadaire américain Time Magazine aux personnes qui ont « été remarquées le plus l’année écoulée, pour le combat pour la planète ». Ce titre fut changé en Héros pour l'environnement (Heroes of the environnement) en 2008.

## Liste des Héros

### Leaders et visionnaires
| Année | nommé(e)           |  | Nationalité | Remarques |
| ----- | ------------------ |  | ----------- | --------- |
| 2007  | Mikhaïl Gorbatchev |  | Russie      |           |
| 2008  | Kevin Conrad       |  | États-Unis  |           |

### Activistes
| Année | nommé(e)       |  | Nationalité | Remarque |
| ----- | -------------- |  | ----------- | -------- |
| 2007  | Frederic Hauge |  | Norvège     |          |
| 2008  | Annie Leonard  |  | États-Unis  |          |

### Scientifiques et innovateurs
| Année | nommé(e)                 |  | Nationalité | Remarques |
| ----- | ------------------------ |  | ----------- | --------- |
| 2008  | Toyota Prius design team |  | Japon       |           |
| 2008  | Soren Hermansen          |  | Danemark    |           |

### Moguls et entrepreneurs
| Année | nommé(e)                             |  | Nationalité | Remarques |
| ----- | ------------------------------------ |  | ----------- | --------- |
| 2007  | Tulsi Tanti (en)                     |  | Inde        |           |
| 2008  | Jean-François et Jean-Charles Decaux |  | France      |           |